# Acrylamide
Acrylamide (hay amide acryl) là một hợp chất hóa học với công thức phân tử C3H5NO. Danh pháp IUPAC là prop-2-enamide. Nó là chất rắn tinh thể không màu trắng, hòa tan trong nước, ethanol, ête và chloroform. Acrylamide phân hủy với sự hiện diện của axit, base, các tác nhân oxy hóa, sắt và muối sắt. Nó phân hủy không nhiệt để tạo thành amonia, và phân hủy do nhiệt tạo ra khí carbon monoxide, carbon dioxide và oxit nitơ.
Acrylamide có thể được điều chế bằng cách thủy phân acrylonitrile bằng nitrile hydratase. Trong công nghiệp, hầu hết acrylamide được sử dụng để tổng hợp các polyacrylamide, mà tìm thấy nhiều công dụng như chất làm đặc hòa tan trong nước. Chúng bao gồm việc sử dụng trong xử lý nước thải, điện di gel (SDS-PAGE), sản xuất giấy, chế biến quặng, phục hồi dầu tam cấp và sản xuất các loại vải ép vĩnh viễn. Một số acrylamide được sử dụng trong sản xuất thuốc nhuộm và sản xuất các monome khác.
Việc phát hiện ra acrylamide trong một số loại thực phẩm tinh bột đã nấu chín vào năm 2002 đã khiến các lo ngại về khả năng gây ung thư của các loại thực phẩm đó. Đến năm 2017 vẫn chưa rõ liệu acrylamide tiêu thụ có ảnh hưởng đến nguy cơ phát triển ung thư của mọi người hay không.
Acrylamide được phân loại là một chất cực kỳ nguy hiểm ở Hoa Kỳ như được định nghĩa trong Mục 302 của Kế hoạch Khẩn cấp và Cộng đồng Khẩn cấp của Hoa Kỳ (42 USC 11002), và phải tuân theo các yêu cầu báo cáo nghiêm ngặt của các cơ sở sản xuất, lưu trữ, hoặc sử dụng nó với số lượng đáng kể.

## Sử dụng

### Phòng thí nghiệm sinh học phân tử
Polyacrylamide lần đầu tiên được sử dụng trong một môi trường phòng thí nghiệm vào đầu những năm 1950. Năm 1959, các nhóm của Davis và Ornstein  và của Raymond và Weintraub  được công bố độc lập về việc sử dụng điện di gel polyacrylamide để phân tách các phân tử tích điện. Kỹ thuật này được chấp nhận rộng rãi ngày nay, và vẫn là một giao thức chung trong các phòng thí nghiệm sinh học phân tử.
Acrylamide có nhiều ứng dụng khác trong các phòng thí nghiệm sinh học phân tử, bao gồm việc sử dụng polyacrylamide tuyến tính (LPA) như một chất mang, hỗ trợ trong lượng mưa của một lượng nhỏ DNA. Nhiều công ty cung cấp phòng thí nghiệm bán LPA cho mục đích sử dụng này.

### Các sử dụng khác
Phần lớn acrylamide được sử dụng để sản xuất các loại polyme khác nhau. Trong những năm 1970 và 1980, việc sử dụng polyme tương đối lớn nhất là trong xử lý nước. Sử dụng bổ sung bao gồm các chất kết dính, làm dày hoặc flocculating trong vữa, xi măng, xử lý nước thải / nước thải, công thức thuốc trừ sâu, mỹ phẩm, sản xuất đường, phòng chống xói mòn đất, chế biến quặng, bao bì thực phẩm, sản phẩm nhựa và sản xuất giấy. Polyacrylamide cũng được sử dụng trong một số đất bầu. Một sử dụng khác của polyacrylamide là một chất trung gian hóa học trong sản xuất N-methylol acrylamide và N-butoxyacrylamide.
Nhu cầu của Hoa Kỳ đối với acrylamide là 253.000.000 pound (115.000.000 kg) tính đến năm 2007, tăng từ
245.000.000 pound (111.000.000 kg) trong năm 2006.

## Độc tính và khả năng gây ung thư
Acrylamide được coi là chất gây ung thư nghề nghiệp tiềm tàng của các cơ quan chính phủ Hoa Kỳ và được IARC xếp vào nhóm chất gây ung thư 2A. Cơ quan an toàn và sức khỏe nghề nghiệp và Viện an toàn và sức khỏe nghề nghiệp quốc gia đã thiết lập giới hạn phơi nhiễm nghề nghiệp ở mức 0,03 mg / m3 trong một ngày làm việc 8 giờ. Trong các mô hình động vật, tiếp xúc với acrylamide gây ra các khối u ở tuyến thượng thận, tuyến giáp, phổi và tinh hoàn. [1] Acrylamide có thể dễ dàng hấp thụ qua da và phân bố khắp cơ thể; mức độ cao nhất của acrylamide sau phơi nhiễm được tìm thấy trong máu, không tiếp xúc với da, thận, gan, tinh hoàn, và lá lách. Acrylamide có thể được chuyển hóa bởi cytochrome P450 thành chất chuyển hóa độc tố, glycidamide, được coi là một phương thức hành động quan trọng đối với sự sinh ung thư của acrylamide. Mặt khác, acrylamide và glycidamide có thể được giải độc thông qua liên hợp với glutathione để tạo thành acrylamide- và đồng phân glycidamide-glutathione đồng phân, sau đó được chuyển hóa thành axit mercapturic và bài tiết trong nước tiểu. Acrylamide cũng đã được tìm thấy có tác dụng độc thần kinh ở người đã tiếp xúc. Các nghiên cứu trên động vật cho thấy các hiệu ứng độc thần kinh cũng như các đột biến trong tinh trùng.
Tính đến năm 2014 vẫn chưa rõ liệu chế độ ăn uống acrylamide trong khẩu phần ăn có ảnh hưởng đến nguy cơ phát triển ung thư của mọi người hay không. Kết quả thử nghiệm dựa trên việc cho ăn acrylamide đối với động vật có thể không áp dụng được cho con người. Công nhân ngành công nghiệp thực phẩm tiếp xúc với hai lần mức độ trung bình của acrylamide không thể hiện tỷ lệ ung thư cao hơn.
Acrylamide cũng là một chất kích thích da và có thể là một chất kích thích khối u trong da, có khả năng làm tăng nguy cơ ung thư da. Các triệu chứng của phơi nhiễm acrylamide bao gồm viêm da ở vùng tiếp xúc và bệnh thần kinh ngoại vi.
Nghiên cứu trong phòng thí nghiệm đã phát hiện ra rằng một số chất phytochemical có thể có tiềm năng được phát triển thành các loại thuốc có thể làm giảm độc tính của acrylamide.

## Xuất hiện trong thực phẩm và rủi ro liên quan đến sức khỏe

### Phát hiện acrylamide trong thực phẩm

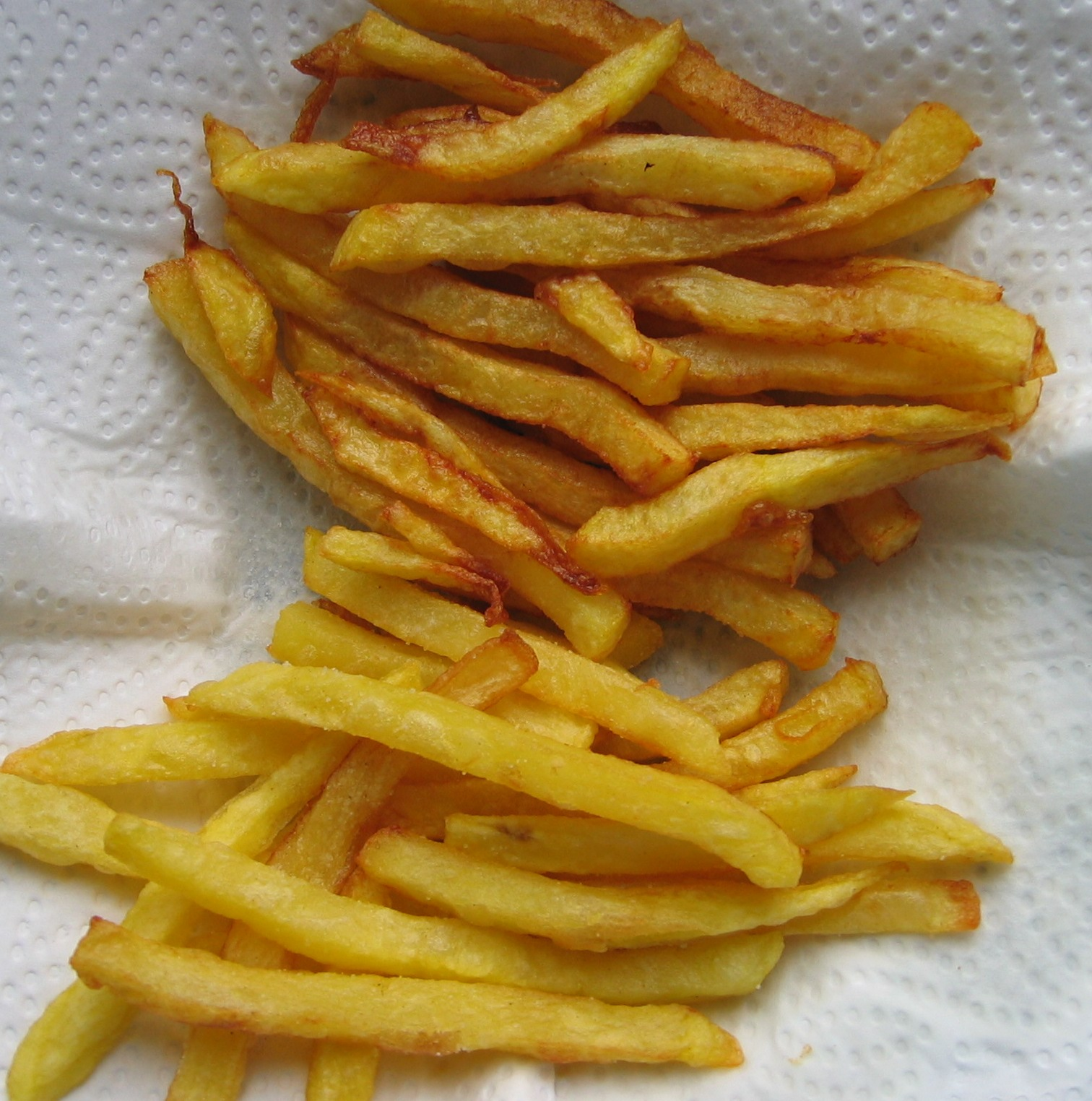
Khoai tây chiên nóng

Acrylamide được phát hiện trong thực phẩm vào tháng 4 năm 2002 bởi nhà khoa học Eritrea, Eden Tareke ở Thụy Điển khi cô tìm thấy hóa chất trong thực phẩm có tinh bột, như khoai tây chiên, khoai tây chiên và bánh mì đã được làm nóng hơn 120 °C (248 °F) (sản xuất acrylamide trong quá trình gia nhiệt đã được chứng minh là phụ thuộc vào nhiệt độ). Nó không được tìm thấy trong thực phẩm đã được đun sôi  hoặc trong các loại thực phẩm không được đun nóng.
Acrylamide đã được tìm thấy trong trà lúa mạch rang, được gọi là mugicha trong tiếng Nhật. Lúa mạch được rang vì vậy nó có màu nâu đậm trước khi được ngâm trong nước nóng. Quá trình rang đã tiết lộ 200–600 microgram / kg acrylamide trong mugicha. Mức này ít hơn> 1000 microgam / kg được tìm thấy trong khoai tây chiên giòn và các loại thực phẩm ăn nhẹ khoai tây chiên khác được trích dẫn trong cùng một nghiên cứu và không rõ có bao nhiêu phần này được ăn sau khi uống. Hàm lượng gạo và khoai lang thấp hơn khoai tây. Khoai tây nấu chín toàn bộ, sau khi kiểm tra cho thấy có mức độ acrylamide thấp hơn đáng kể so với những cách chế biến khác, cho thấy một liên kết giữa phương pháp chế biến thức ăn và mức độ acrylamide.
Mức độ Acrylamide dường như tăng lên khi thức ăn được đun nóng trong thời gian dài. Mặc dù các nhà nghiên cứu vẫn không chắc chắn về cơ chế chính xác mà acrylamide hình thành trong thực phẩm, nhiều người tin rằng nó là một sản phẩm phụ của phản ứng Maillard. Trong các sản phẩm chiên hoặc nướng, acrylamide có thể được tạo ra bởi phản ứng giữa asparagin và giảm đường (fructose, glucose, vv) hoặc carbonyl phản ứng ở nhiệt độ trên 120 °C (248 °F).
Các nghiên cứu sau đó đã tìm thấy acrylamide trong ô liu đen, mận khô, lê khô, và cà phê.
FDA đã phân tích một loạt các sản phẩm thực phẩm của Hoa Kỳ cho mức độ acrylamide từ năm 2002.